# Société québécoise de droit international
 (février 2018).
La Société québécoise de droit international (SQDI) est un organisme à but non lucratif fondé en 1982 qui a pour mission l'étude du droit international ainsi que la transmission de connaissances à travers la communauté juridique. La SQDI organise divers événements et permet la publication de multiples textes ayant comme objectif l'avancée du droit international. La SQDI finance notamment la publication de la Revue québécoise de droit international (RQDI).

## Revue québécoise de droit international (RQDI)
La Revue québécoise de droit international est « l'organe scientifique de la SQDI ». Elle a été fondée en 1984 par Jacques-Yvan Morin et depuis, plus de 900 auteurs différents ont publié des textes, des études, des chroniques de jurisprudences et des chroniques de faits internationaux au travers de la RQDI. La RQDI rend l'ensemble de sa collection disponible gratuitement sur son site internet mais aussi au travers d'autres ressources telles que « Cabell’s, CAIJ, Doctrinal, EBSCO, HeinOnline, LexisNexis, Scopus (Elsevier) et SOQUIJ »,. La Revue publie publie ses textes en français, en anglais et en espagnol.

## Liste des présidents de la Société québécoise de droit international (SQDI)
1982 - 1984 : Jacques-Yvan Morin, professeur à l'Université de Montréal
1984 - 1990 : Yvan Bernier, professeur à l'Université Laval
1994 - 1996 : Daniel Turp, professeur à l'Université de Montréal
1996 - 1998 : Katia Boustany, professeure à l'Université du Québec à Montréal
1998 - 2002 : Carol Hilling, Commissaire, Commission de l’immigration et du statut de réfugié du Canada
2002 - 2006 : René Provost, professeur à l'Université McGill
2006 - 2017 : Olivier Delas, professeur à l'Université Laval
2017 - 2021 : Geneviève Dufour, professeure à l'Université de Sherbrooke
2021 - 2023 : François Roch, professeur à l'Université du Québec à Montréal
2023 (président par interim) : David Pavot, professeur à l'Université de Sherbrooke

## Annexe